# 绿杨旅社
绿杨旅社位于中国江苏省扬州市广陵区新胜街23号（原名新盛街），坐南朝北，其名取自王渔洋诗句“绿杨城郭是扬州”，为近代扬州首家西式旅社，也是扬州现状唯一尚在营业的民国旅社。
旅社建于清末民初，原为两层，后翻建为三层五开间西式建筑，并于1929年6月重新开业。建筑沿街立面采用青砖墙面和红砖立柱，二、三两层临街房间设有外挑阳台，内部底层为覆有透明穹顶的通天舞池（兼作采光井），房间围绕四周的回字形走廊布置，共有床位一百多张，房间内设有红木茶几、海梅四仙桌、穿衣橱和梳妆台等，曾在此下榻的名人有孙科、梅兰芳、郁达夫、易君左、言慧珠、尚小云和荀慧生等。有学者认为，旅社在抗日战争时期曾被征做慰安所。1949年后改为公私合营，改革开放后改为国营，现属扬州富春饮服集团。